# شهدخوار سینه‌ارغوانی
شهدخوار سینه‌ارغوانی (نام علمی: Nectarinia purpureiventris) نام یک گونه از تیره شهدخواران است.